# ناثانيل فيش مور
ناثانيل فيش مور (بالإنجليزية: Nathaniel Fish Moore)‏ هو مصور ومدرس وأمين مكتبة أمريكي، ولد في 25 ديسمبر 1782 في نيوتن في الولايات المتحدة، وتوفي في 27 أبريل 1872 في هدسون في الولايات المتحدة.